# Georges Reinheimer
Georges Reinheimer (Brussel, omstreeks 1850 - ?,?) was een Belgisch kunstschilder en graficus van het realisme.
Georges Reinheimer was kunstschilder, aquarellist, etser en tekenaar.
Hij maakte landschappen, stillevens en portretten.
Voor zijn landschappen werkte hij veel in de buurt van Blankenberge en Oostende.
Omstreeks 1872 was zijn atelier gevestigd in de Oostenrijkstraat in Schaarbeek.
Hij was van in het begin in 1875 lid van de Brusselse kunstenaarsvereniging La Chrysalide, en werd in 1881 lid van de kunstenaarsvereniging L’Essor.

## Tentoonstellingen
- 1874, Debuur in het Salon in Gent
- 1876, Eerste tentoonstelling van La Chrysalide
- 1877, Tweede tentoonstelling van La Chrysalide
- 1878, Derde tentoonstelling van La Chrysalide
- 1881, Tentoonstelling van L’Essor.

## Musea
- Gent, Museum voor Schone Kunsten, Dorpsgezicht met kinderen in de sneeuw